# Axel Wåhlén
Axel Esaias Wåhlén, född 17 januari 1893 i Sala, död 20 april 1961 i Göteborgs Vasa församling, var en svensk psykiater.
Efter studentexamen i Göteborg 1912 blev Wåhlén medicine kandidat 1916 och medicine licentiat 1922 i Uppsala. Han var extra läkare vid Sandträsk sanatorium fem månader 1919-20, innehade kortare förordnanden som provinsialläkare i Östhammars och Kungsbacka distrikt, som extra läkare vid Uppsala hospital och som assistentläkare vid Sahlgrenska sjukhuset 1920-22, underläkare vid Långbro sjukhus 1922, biträdande läkare där 1923, hospitalsläkare av första klassen vid Helsingborgs hospital 1929, överläkare vid tredje klassen vid Sankta Annas sjukhus i Nyköping 1931 samt var överläkare av tredje klassen och sjukhuschef vid Västra Marks sjukhus i Örebro från 1932. Han författade Kortfattad metod för experimentell undersökning av den allmänna intelligensnivån (1938, tredje upplagan 1944).